# Zigmas Toliušis
Zigmas Toliušis (ur. 23 października 1889 w Girdžiai w rejonie jurborskim, zm. 12 września 1971 w Kownie) – litewski prawnik. Był posłem na Sejm Litwy w latach 1922–1927.

## Życiorys
Ukończył w 1908 roku gimnazjum w Kownie. Następnie, w latach 1908–1912, studiował na Wydziale Prawa Uniwersytetu w Petersburgu, gdzie zdobył dyplom. W 1921 roku powrócił na Litwę. Był posłem na sejm w latach 1922–1927. Był członkiem zarządu stowarzyszenia prawników litewskich. Był autorem broszur, dotyczących m.in. systemu sądów litewskich oraz prawa spadkowego na Litwie.
Po raz pierwszy został aresztowany przez władze radzieckie w 1940 roku, po zajęciu Litwy przez ZSRR. Po kolejnym (czwartym) aresztowaniu w 1951 roku został skazany na 10 lat zesłania do łagru na Syberię. Na Litwę wrócił w 1954 roku. Zmarł w 1971 roku w Kownie, gdzie został pochowany.